# Zdzisław Józef Kijas
Zdzisław Józef Kijas, O.F.M.Conv. (* 18. února 1960, Pewel Ślemieńska) je polský římskokatolický kněz, minorita a relátor Kongregace pro blahořečení a svatořečení.

## Život
Narodil se 18. února 1960 v Pewel Ślemieńska. Roku 1979 vstoupil k Řádu menších bratří konventuálů v Krakovské provincii. Filosofii a teologii začal studovat ve Vyšším františkánském kněžském semináři v Krakově. Roku 1984 začal studovat na Papežské teologické fakultě San Bonaventura „Seraphicum” v Římě a o rok později na Papežské Gregoriánské univerzitě. Své věčné sliby složil 8. prosince 1984 v Římě a na kněze byl vysvěcen 25. května 1986 papežem Janem Pavlem II. Na Katolické univerzitě v Lovani získal doktorát z dogmatické teologie a náboženských nauk.
Poté se vrátil do Polska, kde byl lektorem v seminářích františkánů, bosích karmelitánů, dominikánů, minoritů a kapucínů. V letech 1992 až 1996 byl duchovním otcem Vyššího františkánského kněžského semináře v Krakově. Roku 1991 učil na univerzitách v Československu. Ve stejný rok se stal asistentem katedry dogmatické teologie Katolické univerzity v Lublinu, kterým byl až do roku 1993. Roku 1994 vyučoval v Rumunsku. Roku 1995 začal působit na Papežské teologické akademii v Krakově, kde v listopadu 1996 se konala habilitace a získal titul docenta. Po habilitaci studoval na Saint Bonaventure University v New Yorku kde získal titul magistra umění humanitních věd.
Roku 1997 se stal hlavou nově vytvořené katedry ekumenismu Papežské univerzity Jana Pavla II. v Krakově a zástupcem ředitele (později ředitelem) Interdisciplinárního institutu ekumenismu a dialogu. V červnu 2003 získal titul profesora. Od roku 2005 do ledna 2010 byl rektorem Papežské teologické fakulty San Bonaventura v Římě. V květnu 2006 se stal sekretářem Papežská akademie Neposkvrněné. Dne 13. června 2009 byl jmenován konzultorem Kongregace pro blahořečení a svatořečení.
Dne 28. ledna 2010 jej papež Benedikt XVI. jmenoval relátorem Kongregace pro blahořečení a svatořečení.